# A Simple Wish
A Simple Wish (titulada El hada novata en España y Un simple deseo en Hispanoamérica) es una película infantil estadounidense de 1997 dirigida por Michael Ritchie y protagonizada por Martin Short y Mara Wilson.

## Sinopsis
Anabel es una niña de 8 años que sueña con tener un hada madrina. Una noche, un hado madrino le ofrecerá su ayuda para que se cumplan sus deseos, pero a causa de un error, su padre se convierte en estatua, su carruaje en calabaza y su caballo en un ratón y para arreglarlo todo tendrá que enfrentarse a la perversa bruja Claudia y a su ayudante Boots.

## Argumento
El cochero Oliver Greening aspira a actuar en Broadway y, a pesar de una audición excepcional para un nuevo musical basado en Historia de dos ciudades, pierde ante el experimentado Tony Sable, considerado más rentable que el desconocido Oliver.
Más tarde esa noche, Anabel, la hija de 8 años de Oliver, no logra convencer a su hermano de 13 años, Charlie, de la existencia de las hadas madrinas. Tras dormirse, despierta y encuentra a Murray, un hada madrina, en su habitación. Murray, despreciado por ser hombre en una profesión dominada por mujeres, accede a concederle el deseo de Anabel de que su padre consiga el papel para que su familia no tenga que mudarse a Nebraska, con la esperanza de que así lo tomen en serio.
Hortence, la hada madrina principal, supervisa la reunión anual de la Asociación de Hadas Madrinas de Norteamérica (NAFGA). Todos los participantes deben entregar sus varitas para evitar problemas. La malvada bruja Claudia, desterrada de la NAFGA por su uso egoísta de la magia, se cuela y convierte a Hortence en papel con una maldición. Luego roba todas las varitas reunidas; Murray llega tarde a la conferencia y no entrega la suya, convirtiéndola en la única que no tiene.
Al ver que Murray olvidó su varita accidentalmente en su prisa por llegar a la conferencia, Anabel planea devolvérsela. Sin embargo, Charlie la rompe. Anabel pega los pedazos rotos y se los da a Murray, solo para terminar en Nebraska después de que este último fallara un hechizo para viajar instantáneamente. Duane, un lugareño furioso, los amenaza, y Murray intenta convertirlo en un pequeño conejo, pero en cambio lo transforma en un rabino gigante. Antes de que el gigante los pisotee, Murray lanza nuevamente el hechizo de viaje y terminan en el zoológico de Central Park justo cuando Oliver llega en su carruaje con Charlie.
Anabel le ruega a Murray que le conceda su deseo, pero él accidentalmente convierte a Oliver en una estatua. Para arreglarlo, los tres acuden a Hortence en busca de ayuda, pero la encuentran aún bajo la maldición de Claudia. Mientras Murray arregla su varita con la ayuda de Charlie, Hortence revela que, según las reglas que rigen a las hadas madrinas, Anabel debe romper el hechizo de Murray antes de la medianoche o Oliver será una estatua para siempre. Claudia, por su parte, se da cuenta de que Hortence le había dado su varita a Murray en secreto para evitar que recuperara todo su poder.
En el teatro, Anabel le pide a Murray que intente sabotear la audición de Sable. Primero, intenta que llueva sobre el escenario, pero el débil aguacero se descarta como un simple problema técnico y la audición continúa. Luego le pide que le ponga a Sable una "rana en la garganta" para dificultar su canto. Murray se lo toma al pie de la letra, y ranas empiezan a saltar de la boca de Sable, sorprendiendo a todos.
Sin embargo, Sable consigue el papel, ya que el director Lord Richard se niega a esperar a Oliver y quiere que la obra comience a rodar. Boots, el perro convertido en humano sirviente de Claudia, los encuentra. Murray y Anabel engañan a Boots para que se los lleve a Claudia rogándole que no lo haga. Claudia les exige que le entreguen su varita, y cuando se niegan, recurre a la tortura encandilándolos para que bailen para su diversión hasta que se cansen.
Anabel mantiene distraída a Claudia mientras Charlie intenta darle la varita a Murray, pero Boots logra quitársela. Murray entonces aprovecha el descontento de Boots con la forma en que Claudia la trata para convencerla de que él debería tener la varita en lugar de su ama. Claudia lo ataca, pero Murray la engaña para que lance un hechizo que la atrapa dentro de su propio espejo mágico, el cual él rompe para mantenerla prisionera eternamente.
Murray, Charlie y Anabel regresan a Central Park y restauran a Oliver justo a tiempo para que le den el papel de suplente de Sable. Para concederle el deseo a Anabel, Murray aparece tras bambalinas y hace que Sable se resbale en un cubo y se tuerza el tobillo. La rabieta resultante hace que lo despidan y Oliver, su suplente, toma el control. Charlie y Anabel ven el espectáculo con Murray y las demás hadas madrinas.

## Reparto
| Actor             | Personaje        |
| ----------------- | ---------------- |
| Martin Short      | Murray           |
| Mara Wilson       | Anabel Greening  |
| Kathleen Turner   | Claudia          |
| Robert Pastorelli | Oliver Greening  |
| Amanda Plummer    | Boots            |
| Francis Capra     | Charlie Greening |
| Teri Garr         | Rena             |
| Ruby Dee          | Hortense         |
| Deborah Odell     | Jeri             |
| Lanny Flaherty    | Duane            |
| Jonathan Hadary   | Lord Richard     |
| Alan Campbell     | Tony Sable       |